# Цецилий Стаций
Цецилий Стаций (лат. Caecilius Statius; 220 год до н. э. — 166 год до н. э.) — древнеримский комедиограф, поэт, писатель
, один из создателей древнеримской «комедии плаща» наравне с Плавтом и Теренцием. Первый римский поэт уроженец Галлии.

## Биография
По происхождению инсубр из Цизальпийской Галлии. По одной из версий вo времена войны Стаций попал в плен к римлянам в 222 г. до н. э. и был обращён в рабство, до другой — ещё ребенком Цецилий Стаций был в качестве раба привезен в Рим, но со временем был отпущен на свободу и принял имя своего патрона из рода Цецилии.
Находился в дружеских отношениях и жил в одном доме с Квинтом Эннием.
Подобно Плавту и Теренцию, pядом с которыми он обычно упоминается Цецилий Стаций перерабатывал греческие пьесы для римской сцены. Однако, в отличие от Плавта и Теренция, избегал приема контаминации.
Излюбленным мaтeриалом для него были произведения древнегреческих драматургов, в частности, Менандр.
Из произведений Стация сохранилось 42 названий и около 300 стpoк, приводимые античными авторами. Их названия имеют либо чисто латинское звучание, либо латино-греческое (двойные названия), либо только греческое. Например, «Опекуны» (Demandati), «Боец» (Pugil) или же «Ростовщик» (Faenerator sive Obolastates), «Подкидыш» (Subditivus sive Hypobolimaeus), или же «Наследница» (Epicleros), «Интендант» (Epistathmos). Вероятно, эти заглавия говорят о развитии, так называемой, «паллиаты», то есть типа римской комедии, использующего греческие образцы. Более ранние пьесы ещё несли на себе отпечатки родного италийского народного фарса — эту стадию иллюстрируют, как и у Плавта, латинские названия.
Начало литературной деятельности Цецилия Стация было не вполне удачным, так как он не выдерживал конкуренции с комедиями Плавта. Однако, благодаря поддержке директора артистической труппы Амбивия Турпиона, его пьесы скоро заслужили признание римской публики. Творчество Цецилия Стация представляет собой переходную стадию в развитии комедии между Плавтом и Теренцием.
Античные критики и литературоведы были о нём высокого мнения, Волкаций Седигит (oк. 100 г. до н. э.) даже отдавал ему первенство среди римских комедиографов. Античные авторы — Цицерон, Варрон, Авл Геллий, Гай Веллей Патеркул — давали положительную оценку произведениям Цецилия Стация.
При создании произведений Цецилий использовал ямбический сенарий, трохаический септенарий и кретик. Стиль произведений Цецилия Стация не был однородным. Он вводил в свои комедии элементы |балагана и шутовства. Вместе с тем, там присутствуют и философские рассуждения, взятые из греческих комедий.
Данных о последних годах его жизни нет.
Автор ряда цитат:
- «Бери, что дают, коль не дают желанного».
- «Всегда чти следы прошлого».
- «Живи как можешь, коль нельзя как хочется»[1].
- «Человек человеку бог // Homo homini deus est»[2].
- «Для другого поколенья дерево сажает он»[3].